# (74457) 1999 CC31
(74457) 1999 CC31 – planetoida z pasa głównego asteroid okrążająca Słońce w ciągu 5,25 lat w średniej odległości 3,02 j.a. Odkryta 10 lutego 1999 roku.